# Доменіко Чамполі
Доменіко Чамполі (італ. Domenico Ciampoli; 23 серпня 1855, Атесса, Середня Італія — 21 березня 1929, Рим) — італійський письменник і перекладач. Переклав «Слово о полку Ігоревім», деякі твори Г. Квітки-Основ'яненка, досліджував український і російський фольклор, історію України.
У оповіданнях і романах змалював життя селян. Побував у Росії і в Україні. Українському фольклору присвятив працю «Українські історичні пісні», видану 1883 року, російському — «Російські мелодії», видану 1881 року. 1889 року видав книжку «Козаки». В книзі «Слов'янські літератури» (Т 1, 1889) подав огляд української літератури, зокрема творчості Т. Шевченка.